# Església de Jelling
L'església de Jelling és una església situada a la vila de Jelling, una localitat que fou seu de la reialesa vikinga i que avui forma part del municipi danès de Vejle.
L'església original fou bastida en fusta vers l'any 950, altres construccions de fusta es van succeir fins que l'actual de pedra va ocupar el lloc entre el 1050 i el 1100. Durant les excavacions del 1970 es van trobar les restes d'un home, probablement corresponen al rei Gorm el Vell (en danès: Gorm den Gamle). La primera església hauria estat construïda pel rei Harald Blåtand com a monument funerari per al seu pare.
El 1994 la UNESCO va declarar Patrimoni de la Humanitat l'església, els túmuls funeraris i les pedres de Jelling.